# Italijansko-turška vojna
Italijansko-turška vojna (tudi libijska vojna in vojna v Tripolitaniji) je bil 386-dnevni vojaški spopad med Italijo in Osmanskim cesarstvom med septembrom 1911 in oktobrom 1912.
Italijani so po zmagi prevzeli nadzor nad današnjo Libijo in zasedli Dodekanez. 
V vojni so bila prvič uporabljena letala in cepelini; 23. oktobra 1911 je bil izveden italijanski izvidniški polet nad osmanskimi enotami, 1. novembra istega leta je bilo izvedeno prvo letalsko bombardiranje nasprotnikovih ciljev v zgodovini.
Vojna se je uradno končala z mirovnim sporazumom iz Lausanne.
Po končani vojni, ko so Italijani brez večjih težav zasedli ozemlja Libije in Dodekaneza, so opogumljene članice novoustanovljene balkanske lige, Bolgarija, Črna gora, Grčija in Srbija krenile v novo vojno proti osmanski državi. Računali so, da so osmanske sile zaradi ravno končanega spopada oslabljene.